# Societat de treballadors agrícoles de Vila-rodona
La Societat de treballadors agrícoles de Vila-rodona fou la primera associació de caràcter cooperatiu constituida a Vila-rodona.
Va ser legalitzada el 1893, si bé no es descarta que comencés la seva activitat amb anterioritat.

### L'escola[1][2]
D'entre les activitats que promogué la Societat, hi trobem una escola que començà a funcionar a partir del curs 1906-07 amb la participació, entre d'altres, del professor J. Ferreté Tous.
Una de les línies de treball era la Escuela Preparatoria de Agricultura y Comercio.
Les classes eren mixtes i la formació laica, cosa que escandalitzava part dels vilatans.
Malgrat les bones intencions, l'escola funcionà de forma interrompuda per falta de recursos, o mestres.
Havent-se obert altres escoles a Vila-rodona, el 1932, la Societat decidí deixar d'oferir els serveis educatius que ja eren absorbits pels nous centres educatius.

### El teatre[2]
L'any 1922 s'obrí una secció de teatre amateur.

### La coral[2]
Si bé consten actuacions d'un cor propi de la societat, els anys 1886 i 1897, el 1926 es va fundar una coral mixta.

### Presidents[2]
- 1907 Pau Robert i Rabadà
- 1912 Pau Robert Rabadà
- 1916-17 Pau Barril Bellmunt
- 1918 Pau Robert Rabadà
- 1919 Josep Pie Ferran
- 1920 Andreu Barril Baldrich
- 1921 Jaume Jauset
- 1922-Pau Güell i Vives
- 1926 Joan Miquel i Pons
- 1927 Anton Ricart
- 1928 Joan Batet i Ferré
- 1924 Pau Barril Bellmunt
- 1925 1929 Modest Robert i Camps